# Velika Crkvina
 Velika Crkvina  falu Horvátországban, Károlyváros megyében. Közigazgatásilag Krnjakhoz tartozik.

## Fekvése
Károlyvárostól 23 km-re délre, községközpontjától  7 km-re délnyugatra a Kordun területén, a Korana jobb partján fekszik.

## Története
A településnek 1857-ben 308, 1910-ben 373 lakosa volt. Trianon előtt Modrus-Fiume vármegye Vojnići járásához tartozott. 2011-ben a falunak 72 lakosa volt.

## Lakosság
| Lakosság változása | Lakosság változása | Lakosság változása | Lakosság változása | Lakosság változása | Lakosság változása | Lakosság változása | Lakosság változása | Lakosság változása | Lakosság változása | Lakosság változása | Lakosság változása | Lakosság változása | Lakosság változása | Lakosság változása | Lakosság változása |
| ------------------ | ------------------ | ------------------ | ------------------ | ------------------ | ------------------ | ------------------ | ------------------ | ------------------ | ------------------ | ------------------ | ------------------ | ------------------ | ------------------ | ------------------ | ------------------ |
| 1857               | 1869               | 1880               | 1890               | 1900               | 1910               | 1921               | 1931               | 1948               | 1953               | 1961               | 1971               | 1981               | 1991               | 2001               | 2011               |
| 308                | 360                | 332                | 432                | 441                | 373                | 352                | 408                | 302                | 291                | 253                | 187                | 148                | 105                | 67                 | 72                 |

## Nevezetességei
Szent György tiszteletére szentelt szerb pravoszláv plébániatemploma romos állapotban áll.